# God’s Army III – Die Entscheidung
God’s Army III – Die Entscheidung (Originaltitel: The Prophecy 3: The Ascent) ist die zweite Fortsetzung von God’s Army – Die letzte Schlacht und wurde im Jahr 2000 direkt auf Video und DVD veröffentlicht. Der Film erschien in den USA am 14. März 2000, in Deutschland am 27. Juni 2001.

## Handlung
Der Nephilim Danyael Rosales, der Sohn des Angels Danyael und der menschlichen Frau Valerie, ist erwachsen geworden. Seine Mutter starb, als es zu einem Brandanschlag auf das Haus, in dem sie lebten, durch einen Mob gekommen ist. Danyael tritt seitdem als Straßenprediger in Erscheinung, der davon spricht, dass Gott existiere, jedoch keinerlei Interesse an den Menschen besitze. Während einer solchen Predigt wird er von einem Attentäter angeschossen, der vom Engel Pyriel gesandt wurde. Pyriel selbst ist der Engel des Genozids, die abtrünnigen Engel sehen in ihm ihren Erlöser und denjenigen, der nach dem Sieg den Platz Gottes einnehmen wird.
Auch der Engel Zophael, dessen genaue Rolle im herrschenden Krieg der Überlieferung nach unklar ist, arbeitet offenbar für Pyriel. Nachdem Danyael den Anschlag überlebt hat, setzt sich Zophael auf dessen Fährte und versucht wiederholt, diesen zu töten. Danyael kann dem Engel am Ende durch Gabriels Hilfe entkommen und nagelt ihn mithilfe einer Eisenstange vorerst fest. Zophael spannt Maggie, die Freundin von Danyael für seine Zwecke ein, indem er behauptet, Danyael sei von seinem Weg abgekommen und müsse aufgehalten werden.
Der zum Dasein als Mensch verdammte Erzengel Gabriel, der einst versuchte, Danyael noch im Bauch seiner Mutter zu töten, hat sich in der Zwischenzeit verändert und seine bisherigen Ansichten überdacht. Er war es auch, der den jungen Danyael damals vor einem wütenden Mob rettete. Bei einer Begegnung zwischen beiden berichtet der frühere Engel ihm vom Plan Pyriels, die Menschheit zu vernichten, und sendet ihn in die Wüste der Navajo. Genau dort hatte Gabriel seine erste Niederlage gegen Thomas Dagget erleiden müssen und war in die Hölle gefahren.
In der Wüste begegnet Danyael der jungen Mary (bekannt aus dem ersten Film), die ihm berichtet, dass sie von ihm als großen Helden, der das Böse besiegen wird, geträumt hat. Sie schickt Danyael weiter und dieser gelangt zu einer Anhöhe, hinter der der noch schlafende Engel Pyriel skelettiert liegt. Als er den Weg beschreiten will, wird er von Zophael überrascht und schafft es erst nach einem heftigen Kampf, den Engel niederzuringen und ihn zu töten. Maggie bleibt schwer verletzt zurück, Gabriel redet ihr gut zu.
Pyriel erwacht schließlich und stellt den zu ihm kommenden Danyael vor die Wahl umzukehren und sich herauszuhalten oder zu sterben. Danyael will kämpfen und wird von Pyriel angegriffen. Beinahe fällt auch er dem Engel des Genozids zum Opfer, kann sich aber durch die Einmischung Gottes, der Pyriel durch einen Blitz vom Himmel unbeweglich macht, gegen ihn behaupten. Somit kann Danyael den geschwächten Engel töten, indem er diesem das Herz aus dem Körper reißt.
Danach kehrt er zu Maggie und Gabriel zurück, wo er sieht, dass letzterer inzwischen aufgrund seiner guten Taten erneut in den Himmel aufgenommen worden ist, das Engelssymbol an seinem Hals leuchtet wieder. Er heilt Maggie von ihren Verletzungen und gibt Danyael dann zu verstehen, dass Gott die Welt und ihre Bewohner nicht vergessen hat, danach verschwindet in einem Schwarm leuchtender weißer Tauben.

## Kritiken
Der Film erhielt von Kritikern vornehmlich negative Einschätzungen. Das Lexikon des internationalen Films kritisiert, der Film vermeide weitgehend die Schemata des Horrorfilms, um einen eigenen Mythos zu kreieren, doch wage er es nicht, die spirituellen Dimensionen der Geschichte in dem Mittelpunkt zu stellen. So sei ein „eher banaler Thriller“ entstanden, „der mit religiösen Motiven kokettiert, ohne sie auszudeuten“. Auch Cinema hält die Story für „ebenso wüst wie Christopher Walkens Frisur“. Mit diesem „übernatürlichen Horror in unterirdischer Qualität“ sei „sechs Jahre nach dem genialen ersten Teil … endlich Sense“. In der Reihe folgten jedoch zwei weitere Filme.
Andererseits gab es auch lobende Töne, so zum Beispiel von Dave Robinson vom Apollo Movie Guide, der jedoch gleichzeitig das Ende kritisiert: „Die Stärken von God’s Army III – Die Entscheidung machen dessen Schwächen wieder gut, von denen es einige gibt. Während der Film im Groben und Ganzen sehenswert [und spannend] ist […], endet er mit einer Enttäuschung. Als die finale Konfrontation ansteht, geht ein Großteil der Spannung verloren. Der Höhepunkt des Zweiten Krieges der Engel ist ein Antiklimax.“

## Auszeichnungen
- Der Film wurde 2001 für den Saturn Award in der Kategorie Best Home Video Release nominiert.